# Feketeerdő
Feketeerdő is een plaats (község) en gemeente in het Hongaarse comitaat Győr-Moson-Sopron. Feketeerdő telt 404 inwoners (2001).